# Hallenhockey-Europameisterschaft der Herren 1994
Die Hallenhockey-Europameisterschaft der Herren 1994 war die siebte Ausgabe der Hallenhockey-Europameisterschaft der Herren. Sie fand vom 28. bis 30. Januar 1994 in der Hardtberghalle Bonn statt. Rekordsieger Deutschland blieb auch weiterhin einziger Europameister, Dänemark und Russland stiegen in die 1997 erstmals ausgetragene EuroHockey Nations Trophy ab.

## Vorrunde

### Gruppe A
| Team 1      | Team 2     | Ergebnis |
| ----------- | ---------- | -------- |
| Deutschland | Österreich | 6 : 2    |
| Spanien     | Frankreich | 4 : 8    |
| Österreich  | Spanien    | 9 : 5    |
| Deutschland | Frankreich | 10 : 1   |
| Österreich  | Frankreich | 10 : 5   |
| Deutschland | Spanien    | 18 : 2   |
| Frankreich  | Italien    | 5 : 5    |

Tabelle
| Rang | Land        | Spiele | Tore  | Differenz | Punkte |
| ---- | ----------- | ------ | ----- | --------- | ------ |
| 1    | Deutschland | 3      | 34:5  | +29       | 6      |
| 2    | Österreich  | 3      | 21:16 | +5        | 4      |
| 3    | Frankreich  | 3      | 14:24 | −10       | 2      |
| 4    | Spanien     | 3      | 11:35 | −24       | 0      |

### Gruppe B
| Team 1     | Team 2     | Ergebnis |
| ---------- | ---------- | -------- |
| England    | Russland   | 10 : 5   |
| Tschechien | Dänemark   | 16 : 5   |
| England    | Tschechien | 9 : 6    |
| Russland   | Dänemark   | 11 : 4   |
| England    | Dänemark   | 9 : 5    |
| Russland   | Tschechien | 4 : 10   |

Tabelle
| Rang | Land       | Spiele | Tore  | Differenz | Punkte |
| ---- | ---------- | ------ | ----- | --------- | ------ |
| 1    | England    | 3      | 28:16 | +12       | 6      |
| 2    | Tschechien | 3      | 24:18 | +6        | 4      |
| 3    | Russland   | 3      | 20:18 | +2        | 2      |
| 4    | Dänemark   | 3      | 14:28 | −14       | 0      |

## Spiele um Platz 5–8
| Team 1     | Team 2   | Ergebnis                          |
| ---------- | -------- | --------------------------------- |
| Frankreich | Dänemark | 7 : 5                             |
| Spanien    | Russland | 9 : 9, 4:3 i. Siebenmeterschießen |

## Spiel um Platz 5
| Team 1  | Team 2     | Ergebnis |
| ------- | ---------- | -------- |
| Spanien | Frankreich | 6 : 4    |

## Spiel um Platz 7
| Team 1   | Team 2   | Ergebnis |
| -------- | -------- | -------- |
| Dänemark | Russland | 8 : 5    |

## Halbfinale
| Team 1      | Team 2     | Ergebnis |
| ----------- | ---------- | -------- |
| Deutschland | Tschechien | 8 : 2    |
| England     | Österreich | 7 : 5    |

## Spiel um Platz 3
| Team 1     | Team 2     | Ergebnis |
| ---------- | ---------- | -------- |
| Tschechien | Österreich | 7 : 6    |

## Finale
| Team 1      | Team 2  | Ergebnis |
| ----------- | ------- | -------- |
| Deutschland | England | 9 : 2    |